# Kammriss
Unter Kammriss versteht man eine mehrfache Rissbildung an Schneidwerkzeugen quer zur Schneidkante, die an einen Kamm erinnert. Kammrisse sind Spannungsrisse, die durch starke Temperaturunterschiede beim unterbrochenen Schnitt von zerspanenden Werkzeugmaschinen entstehen: Während des Schnittes wird das Werkzeug erhitzt, während des Leerlaufs zwischen den Schnitten wird es von der Luft oder vom Kühlschmiermittel stark abgekühlt.
Die Entstehung von Kammrissen wird folgendermaßen erklärt: Im Schneidkeil entsteht durch die Zerspanungswärme ein Temperaturgefälle. In der erhitzten Oberflächenschicht des Werkzeugwerkstoffs gibt es Druckspannungen, weil sie sich nur beschränkt ausdehnen kann, und in den darunter liegenden Schichten Zugspannungen; beim Abkühlen kehrt sich das Spannungsverhältnis um. Sobald die Elastizitätsgrenze überschritten ist, führen die Oberflächenspannungen beim Aufheizen zu einer plastischen Stauchung und beim Abkühlen zu einer plastischen Dehnung. Durch diese periodischen Verformungen bilden sich längs zum Temperaturgefälle Risse an der Oberfläche, die in tiefere Schichten fortschreiten. 